# Sweet Vitriol
"Sweet Vitriol" es el octavo episodio de la segunda temporada de la serie de televisión de ciencia ficción y suspenso psicológico Severance. Es el episodio número 17 de la serie y fue escrito por el coproductor ejecutivo Adam Countee y el productor consultor KC Perry, y dirigido por el productor ejecutivo Ben Stiller. Se estrenó en Apple TV+ el 6 de marzo de 2025. 
La serie sigue a los empleados de la corporación ficticia Lumon Industries, una empresa que utiliza un programa de "cercenadura" en el que sus recuerdos no laborales se separan de sus recuerdos laborales. El episodio se centra en Harmony Cobel mientras visita su ciudad natal abandonada y revela detalles clave sobre su historia con Lumon.
El episodio recibió críticas generalmente positivas de los críticos, quienes elogiaron la actuación de Arquette y el desarrollo del personaje, aunque algunos se polarizaron por la ubicación del episodio en el arco narrativo de la temporada y por la lógica del personaje.

## Trama
Harmony Cobel (Patricia Arquette) llega a su ciudad natal, Salt's Neck, en donde en otro tiempo se encontraba la ahora desaparecida fábrica de éter Lumon, donde Kier Eagan había conocido a su esposa Imogene. Como resultado del abandono de la fábrica por parte de Lumon, la ciudad está en decadencia y muchos residentes locales son adictos al éter. Se acerca a un viejo amigo, Hampton (James LeGros), en el café donde trabaja y le pide ayuda. Se encuentran en la fábrica de éter abandonada, donde se revela que ambos se conocían como niños trabajadores en Lumon.
A pesar de la tensión entre ellos, Hampton acepta llevar a Cobel a ver a su tía, Sissy (Jane Alexander), quien es una paria en la ciudad y vive en una zona aislada. Cobel cree que Lumon está vigilando a Sissy y la ciudad y reconocería su auto, por lo que se esconde en la plataforma del camión. En el camino, Cobel recibe una llamada telefónica de Devon (Jen Tullock) pero no responde.
Sissy está molesta por la llegada de Cobel y Hampton a su casa. Sissy, una devota de Lumon que alguna vez trabajó para la compañía, menciona que recibió una llamada del Sr. Drummond, pero se niega a contarle a Cobel lo que sucedió. Cobel, quien creció en esa casa, descubre que el antiguo dormitorio de su madre Charlotte está cerrado con llave y que sus propias pertenencias de la infancia han sido sacadas de la casa. Ella discute con su tía sobre la enfermedad y muerte de su madre, que ocurrió mientras Cobel estaba en un internado dirigido por Lumon, antes de encontrar la llave de la habitación de su madre. Después de acostarse en la cama y colocarle el tubo de respiración a su madre en la boca, se queda dormida llorando.
Horas después, Hampton despierta a Cobel. Cada uno toma una bocanada de éter y comparten un beso. Él insta a Cobel a que se vaya antes de que Lumon la alcance, pero Cobel está decidida a encontrar algo que está segura de que Sissy no habría tirado. Ella va al almacén exterior y encuentra su antiguo anuario y un trofeo que revela que había conseguido una prestigiosa beca Lumon conocida como Wintertide. Dentro del trofeo, encuentra un viejo cuaderno suyo, que prueba que ella inventó el procedimiento y la tecnología de cercenadura, a pesar de las afirmaciones de Lumon de que fue creado por el actual CEO Jame Eagan. Sissy intenta quemar el cuaderno, pero Cobel se lo arrebata. Hampton advierte a Cobel que un automóvil se acerca a la casa y ella sale rápidamente en su camioneta.
Mientras Cobel abandona la ciudad, recibe otra llamada de Devon y la responde. Devon le cuenta que Mark (Adam Scott) ha sido reintegrado. Ella le da el teléfono a Mark y Cobel exige saberlo todo.

## Producción

### Desarrollo
El episodio fue escrito por el coproductor ejecutivo Adam Countee y el productor consultor KC Perry, y dirigido por el productor ejecutivo Ben Stiller. Esto marcó el primer crédito0 como guionista de Countee, el primer crédito como guionista de Perry y el décimo crédito como director de Stiller.

### Escritura
Patricia Arquette explicó que Lumon se hizo cargo de los planes de Cobel: "La forma en que funciona este sistema de creencias, como muchas cosas, como el ejército o lo que sea, es todo para la gloria de la organización. Es todo para la gloria de Kier. No se trata de ti, no se trata del individuo. Se trata de la organización, de lo que la organización necesita. Aquí está esta persona que nunca obtendrá el reconocimiento de las personas de las que más lo desea: su tía y el propio Lumon".  También agregó: "Todos los puentes están quemados. Cobel no tiene nada que perder aquí. Ella va a tratar de usar sus artimañas y elaborar alguna estrategia e intentar manipular esta situación lo mejor que pueda, pero lo peligroso es que no tiene nada que perder". 

## Recepción crítica
"Sweet Vitriol" recibió críticas generalmente positivas de los críticos. Saloni Gajjar de The AV Club le dio al episodio una "B" y escribió: "Incluso un episodio por debajo del promedio de Severance puede ser un momento agradable que expande la mitología del programa. Sin embargo, la segunda temporada ha estado en tal racha que, en cuanto al ritmo, 'Sweet Vitriol' se siente como un revés. El regreso de Harmony Cobel, que ha estado ausente desde 'Who Is Alive?', es más que bienvenido. Pero la inmersión semi-profunda en su educación llega en un momento crucial. Ya hay demasiada tensión y solo quedan un par de entregas más. Detener abruptamente la acción para una historia de fondo de Harmony ahora es discordante y, francamente, un poco aburrido".
Alan Sepinwall de Rolling Stone escribió: "Por segunda semana consecutiva, Severance pone en pausa sus diversas tramas en curso a favor de proporcionar más construcción de mundos y una historia de fondo. Pero donde 'Chikhai Bardo' de la semana pasada se sintió necesario, además de conmovedor y/o horroroso, 'Sweet Vitriol' funciona un poco más como un estancamiento para el final de la segunda temporada que como una historia que necesitara ocupar un episodio completo".  Ben Travers de IndieWire le dio al episodio una "A—" y escribió: "'Sweet Vitriol' infunde a Harmony una historia de fondo trágica. Ella también es una empleada de Lumon que ha sido utilizada y abusada por la compañía, abandonada por muerta después de cumplir su propósito. Pero no está muerta, ni es puramente simpática. Una villana con orígenes desafortunados sigue siendo una villana. La pregunta ahora es si está en el camino de la redención o si está trayendo la muerte a más ciudades de origen". 
Erin Qualey de Vulture le dio al episodio una calificación de 4 estrellas de 5 y escribió: "Como Severance es un programa sobre el equilibrio entre el trabajo y la vida personal, y como este episodio realmente no muestra ninguna de esas cosas, seguramente será divisivo. Sin duda, es un riesgo darle a Cobel su propia entrega independiente, especialmente después de otra entrega con un elenco limitado, pero como la narrativa revela mucho sobre cómo opera Lumon, y también ofrece un giro explosivo al final, creo que en su mayoría funciona. Sin embargo, adoro a Patricia Arquette y todo lo que está haciendo en este programa, por lo que su experiencia puede variar".  Sean T. Collins de Decider escribió: "Un programa tan obsesionado con calibrar con precisión el comportamiento de las personas realmente no puede ignorar un comportamiento que sea inconsistente o inexplicable en función de las propias reglas del programa o de nuestra propia experiencia de la realidad. A menos que nos den una buena razón por la que Devon y Mark confíen en Cobel (o hasta que descubramos que no lo hacen y que están llevando a cabo algún tipo de estratagema), es difícil confiar en que encontraremos lo que buscamos cuando lleguemos a nuestro destino". 
Brady Langman, de Esquire, escribió: "Escribir sobre un episodio de Severance sin incidentes no es un privilegio reservado para esta Innie. Porque el episodio 8, 'Sweet Vitriol', deja caer otra bomba: Harmony Cobel inventó el procedimiento de indemnización. Una vez más, una revelación de esta naturaleza es lo suficientemente nuclear para un solo episodio de televisión".  Erik Kain de Forbes escribió: "Ahora Cobel es un personaje completamente diferente con un papel mucho más vital y fundamental en la historia del procedimiento de indemnización y sus implicaciones. Esto por sí solo es mucho para asimilar, pero hay una parte de mí que sigue pensando que este fue un cambio realizado después de que la temporada 1 ya había salido. Esto era algo que no estaba en la historia desde el primer día, sino que se agregó como un giro para la temporada 2. Simplemente no encaja tan orgánicamente en la historia como todo lo demás, y me preocupa. Me preocupa porque, aunque sé que siempre hay un elemento de 'improvisación sobre la marcha' cuando se trata de programas de televisión, no quiero que este se salga de control como tantos otros antes, y este momento se siente un poco fuera de control para mí". 
Jeff Ewing de Collider escribió: "En lugar de ser simplemente un jefe de piso, Cobel demostrará ser un enemigo mucho más poderoso para Lumon de lo que inicialmente nos dimos cuenta ahora que se siente traicionada por ellos, y parece que el instinto de Devon de llamarla podría haber sido el mejor movimiento".  Breeze Riley de Telltale TV le dio al episodio una calificación de 3.5 estrellas de 5 y escribió: "Aunque en cuanto al estilo, este episodio se acerca mucho más a las imágenes habituales de Severance que... 'Chikhai Bardo' sigue siendo un riesgo. Dedicar un episodio entero a la villana del programa requiere que el público se preocupe por ella". 